# Izenpe
Izenpe S.A., empresa de certificación y servicios: es una sociedad anónima constituida en 2002 y supone un proyecto impulsado por el Gobierno Vasco y las Diputaciones Forales, constituida a través de sus sociedades informáticas: EJIE, LANTIK, IZFE y CCASA.
Es un prestador de servicios de confianza, es decir, una organización que proporciona servicios de firma electrónica. La firma electrónica se puede definir como un conjunto de procedimientos técnicos y jurídicos que permiten “sustituir” la firma manual convencional con el fin de poder realizar a través de Internet y del teléfono trámites que antes debían hacerse de forma presencial.

## Objetivos, misión y visión de Izenpe
- El fomento del uso y potenciación del desarrollo del gobierno electrónico sobre redes de telecomunicaciones con las necesarias garantías de seguridad, confidencialidad, autenticidad e irrevocabilidad de las transacciones.
- La prestación, en el ámbito de las instituciones que integran el sector público vasco, de servicios de seguridad, técnicos y administrativos, en las comunicaciones a través de técnicas y medios electrónicos, informáticos y telemáticos.
- La expedición, fabricación y suministro de los títulos o certificados de usuario o soportes en tarjeta necesarios para personas o entidades públicas o privadas.
- La expedición, fabricación y suministro de los títulos o certificados de servidor.
- Servicios de Consultoría relacionados con la promoción del gobierno electrónico.